# Малогоське
Малогоське (пол. Małogoskie) — село в Польщі, у гміні Стравчин Келецького повіту Свентокшиського воєводства.
Населення — 260 осіб (2011).
У 1975-1998 роках село належало до Келецького воєводства.

## Демографія
Демографічна структура на день 31 березня 2011 року:
|          | Загалом | Допрацездатний вік | Працездатний вік | Постпрацездатний вік |
| -------- | ------- | ------------------ | ---------------- | -------------------- |
| Чоловіки | 131     | 28                 | 95               | 8                    |
| Жінки    | 129     | 34                 | 67               | 28                   |
| Разом    | 260     | 62                 | 162              | 36                   |